# Demonio

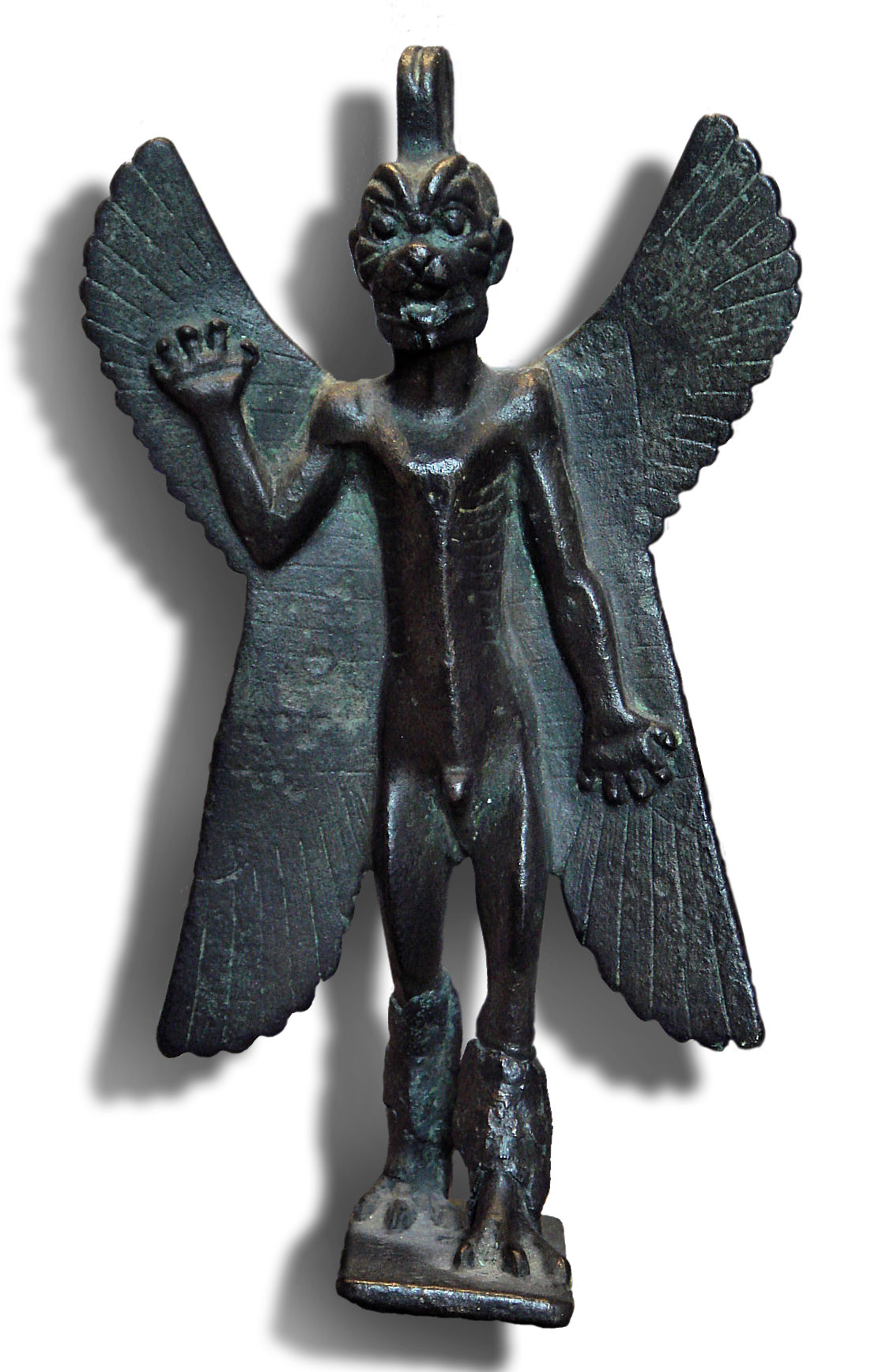
Estatuilla de bronce del rey demonio asirio-babilónico Pazuzu, c. 800-700 a.C., Museo del Louvre.

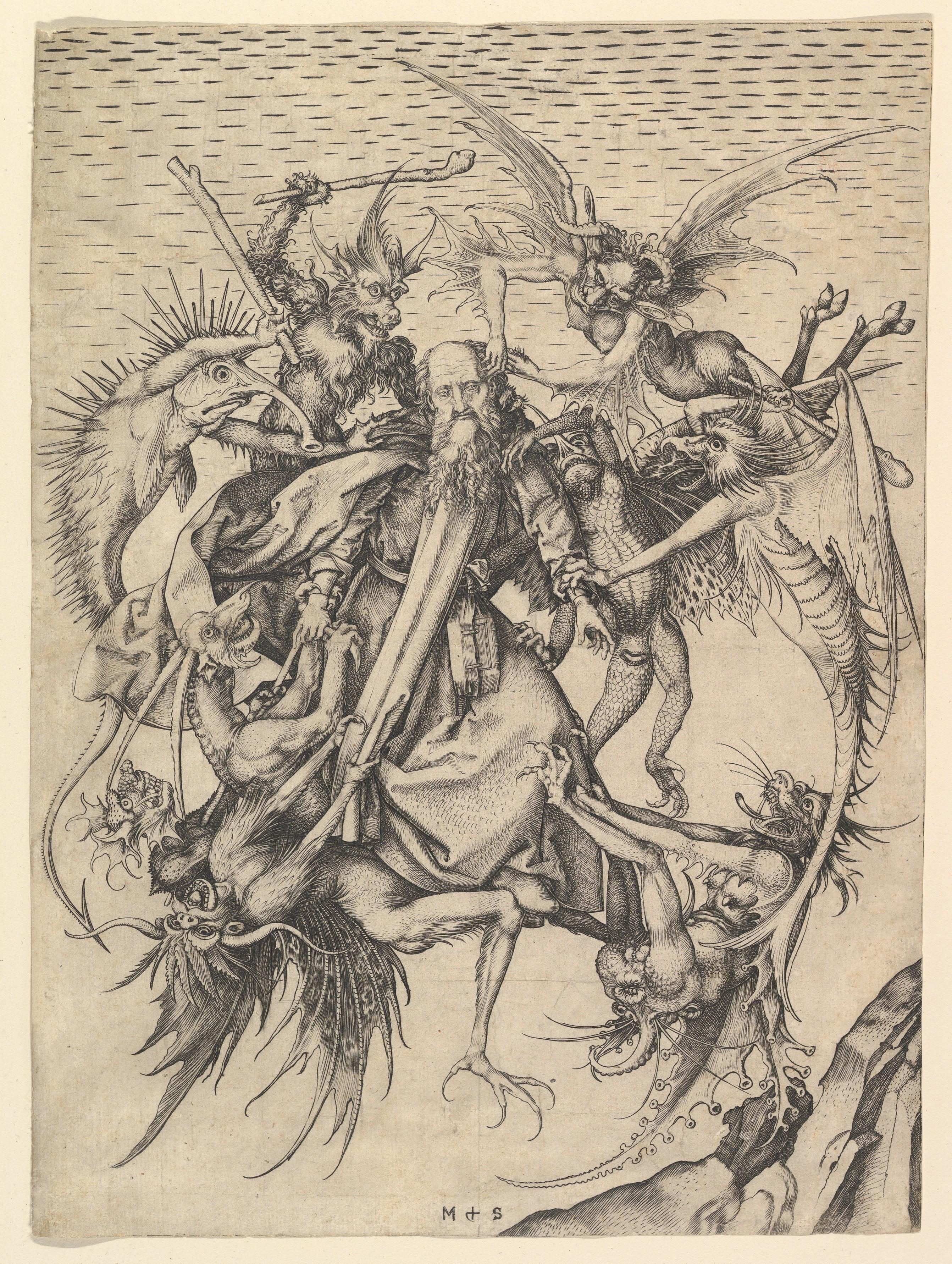
La tentación de San Antonio (c. 1475)de Martin Schongauer (1448-1491).

En religión, ocultismo y folclore, un demonio (del griego δαίμων daimôn) es un ser sobrenatural descrito como algo que no es humano y que usualmente resulta malévolo. Sin embargo, la palabra griega original δαίμων es neutral y no contiene una connotación necesariamente negativa en sus inicios para los antiguos griegos. Esto sucedió por la aplicación de la koiné (en el helenístico y en el Nuevo Testamento en griego) del término daimonion (δαιμόνιον) y más tarde se atribuyó ese sentido maléfico a cualquier palabra afín que compartiera la raíz, cuando originalmente fue previsto para denotar simplemente a un "espíritu" o un "ser espiritual".
También se dice que puede referirse a personas con un conocimiento elevado como los filósofos.
En las religiones del oriente cercano, así como en las derivadas de las tradiciones Abrahámicas, incluyendo la demonología medieval cristiana, un demonio es considerado un "espíritu impuro", el cual puede causar una posesión demoníaca y puede ser expulsado por el ritual del exorcismo. En el ocultismo de Occidente y la magia renacentista (una mezcla de magia greco-romana, demonología judía y tradición cristiana), un demonio es una entidad espiritual que puede ser conjurada y controlada. En la literatura muchos de los demonios fueron ángeles caídos.

## Terminología

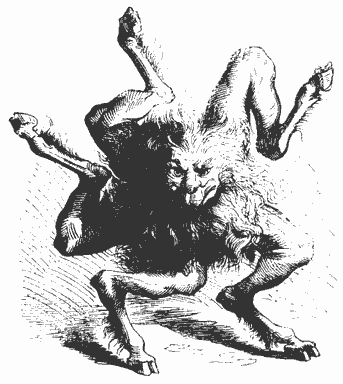
Buer, el décimo espíritu, que enseña "Moral y filosofía natural" (de una edición de Mathers de 1995. Ilustración por Louis Breton del Dictionnaire Infernal).

Daimōn (δαίμων) es una palabra del griego antiguo para "espíritu" o "poder divino", similar al numen o al genio de la mitología romana. El Diccionario Merriam-Webster le otorga su origen etimológico a partir del verbo griego daiesthai que significa "dividir, distribuir". La concepción griega de un daimon aparece claramente en las obras de Platón, en las que se describe así a la inspiración divina de Sócrates. Para distinguir al concepto clásico griego de su posterior interpretación cristiana, se usa normalmente el término daemon o daimon en vez de demonio.
El término griego no tiene connotaciones de maldad o malevolencia. De hecho, Eudaimonia (εὐδαιμονία), significa literalmente "buen espíritu", así como también "felicidad". El término adquirió su actual connotación malévola en la septuaginta (o Biblia de los 70 sabios) traducción al griego de la Biblia hebrea ordenada por Ptolomeo II para la Biblioteca de Alejandría, pero basándose en la mitología de las antiguas religiones semíticas. Esta connotación fue heredada por el texto en koiné del Nuevo Testamento.
La concepción medieval y neo-medieval de un "demonio" en Occidente (véase: el grimorio medieval llamado Ars Goetia) deriva del ambiente de la cultura popular de la antigüedad romana tardía. Actualmente, los conceptos greco-romanos de daemons que pasaron a la cultura cristiana son discutidos (véase: daimon), aunque debe ser debidamente anotado que el término se refiere solamente a una fuerza espiritual, no a un ser sobrenatural malévolo. El "daemon" helenístico terminó por incluir a muchos dioses semíticos y del cercano oriente, como fue evaluado por el cristianismo.
La existencia de demonios es un concepto importante en muchas religiones modernas y tradiciones ocultistas. En algunas culturas actuales, los demonios son aún temidos por la superstición popular, debido en gran parte a los mencionados poderes de posesión demoníaca en criaturas vivas.
En la tradición ocultista contemporánea occidental (quizá epitomizada en la obra de Aleister Crowley), un demonio -como por ejemplo: "Choronzon, el demonio del abismo"- es una metáfora utilizada para denominar a ciertos procesos psicológicos internos ("demonios internos"), aunque algunos consideran que pueden también ser tomados como un fenómeno objetivamente real.
Algunos estudiosos creen que gran parte de la demonología del judaísmo (véase: Asmodai) —además de ser una influencia importante en el cristianismo y el islam— se originó de una tardía forma de zoroastrismo, y fue transferido al judaísmo durante la era persa.

## Otros usos etimológicos
Según la mitología griega, los demonios eran seres humanos utilizados por los dioses griegos para llevar las malas noticias al pueblo. De ahí viene la asociación de «mensajeros del mal». Por otra parte los mensajeros (άγγελος o ángelos) eran los que llevaban el mensaje entre los dioses. Estos eran considerados seres excelsos, ya que permanecían entre los gobiernos (montes) de los dioses y no se daban a conocer al pueblo. (Véase también: daemon o daimon).
Los filósofos griegos de las corrientes socráticas (tales como Platón, discípulo de Sócrates) mencionaban que los demonios eran seres encargados de otorgar el saber y guiar al humano, tal y como lo menciona Platón en La apología de Sócrates, señalándolo como «el hombre que siempre tuvo un dæmon a su lado».

### Sinónimo de diablo
Demonio también es un sinónimo de diablo y proviene del verbo griego διαβάλλωηΞ (diabál•ló), que significa, entre otras cosas: ‘calumniar, falsear, mentir’. Véase el contexto circunstancial que determina el significado calificativo al portador del nombre, de lo que se deduce que de entre todas las acepciones posibles de diablo: ‘calumniador, falseador, mentiroso’ es la apropiada.
A través del latín, el término griego dio origen al sustantivo español «diablo».

### Expresión de la maldad del ser humano
El término demonio también se usa para indicar aspectos malignos o miedos íntimos del ser humano, generados a través de su conducta o instintos y que hacen daño al mismo individuo o a otras personas; refiriéndose a ellos como "demonios internos" del ser humano. Siendo este concepto equivalente al Angra Mainyu del zoroastrismo, o al Mara en el budismo.

## Arquetipo psicológico
El psicólogo Wilhelm Wundt señala que «entre las actividades atribuidas por los mitos de demonios alrededor del mundo, predominan las perjudiciales, de modo que para la creencia popular los mitos de demonios malignos son claramente mayores que los buenos». Sigmund Freud se desarrolla en esta idea y afirma que el concepto de los demonios se deriva de la importante relación de los vivos con los muertos: «El hecho de que los demonios son siempre considerados como los espíritus de aquellos que han muerto recientemente, muestra mejor que nada la influencia del luto sobre el origen de la creencia en demonios».
M. Scott Peck, un psiquiatra americano, escribió dos libros sobre el tema: Gente de la mentira: La esperanza para la curación de la maldad humana y Visiones del Diablo: Cuentas personales de un psiquiatra sobre la posesión, el exorcismo, y de la Redención.
Peck describe en detalle algunos casos que involucran a sus pacientes. En Gente de la mentira: La esperanza para la curación de la maldad humana, señala algunas características que identifican a las personas malvadas, las cuales clasifica como un trastorno del carácter.
En Visiones del Diablo: Cuentas personales de un psiquiatra sobre la posesión, el exorcismo, y de la Redención, Peck ingresa en detalles importantes que describen cómo se interesó en el exorcismo con el fin de desenmascarar el "mito" de la posesión por espíritus malignos, solo para ser convencido de lo contrario después de encontrar dos casos que no encajan en ninguna categoría conocida de la psicología o la psiquiatría. Peck llegó a la conclusión de que la posesión era un fenómeno raro en relación con el mal: «Las personas poseídas en realidad no son malos, están haciendo frente a las fuerzas del mal». Sus observaciones sobre estos casos se enumeran en el Manual diagnóstico y estadístico de los trastornos mentales(IV) de la Asociación Americana de Psiquiatría.
Aunque trabajos anteriores de Peck fueron recibidos con aceptación popular generalizada, su trabajo sobre los temas del mal y la posesión han generado un importante debate y escarnio. Se habló mucho de su asociación con (y admiración por) el polémico Malachi Martin, un sacerdote católico y exjesuita, a pesar de que Peck constantemente llama a Martin: «un mentiroso y manipulador». Otras críticas dirigidas contra Peck incluyen un diagnóstico erróneo basado en una falta de conocimiento sobre el trastorno disociativo de identidad (antes conocido como trastorno de personalidad múltiple), y una demanda de que había transgredido los límites de la ética profesional al tratar de convencer a sus pacientes de que aceptaran el cristianismo.

## Por tradición

### Antiguo Cercano Oriente

#### Mesopotamia

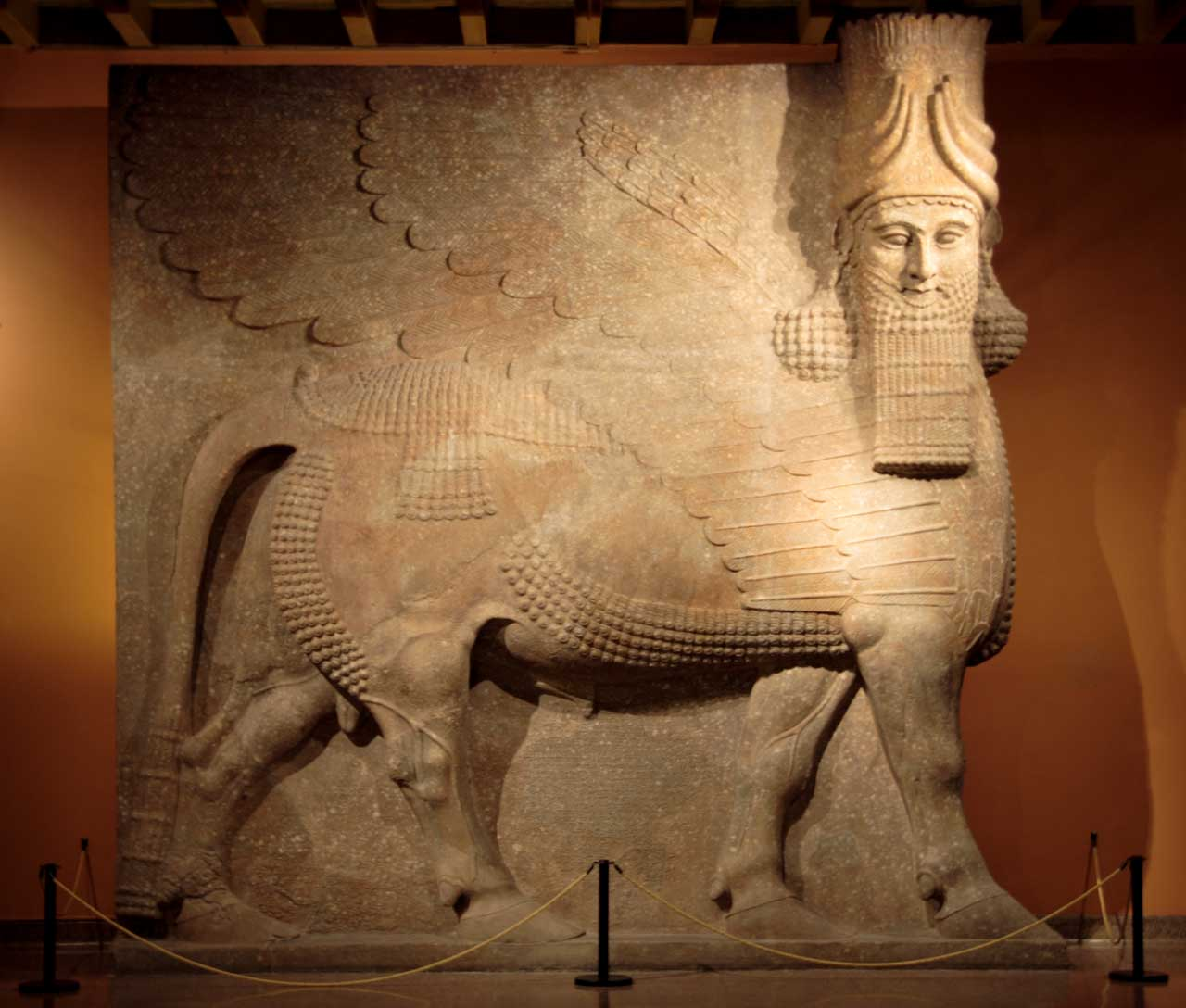
Toro alado con cabeza humana, mejor conocido como un Šedu.

En la mitología caldea los siete dioses del mal fueron conocidos como Shedu, es decir, demonios-tormenta. Ellos estaban representados en forma de toro alado, derivados de los toros colosales utilizados como genios protectores de los palacios reales; el nombre de "shed" asume también el significado de un genio propicio en la literatura mágica babilónica.

#### Israel
A partir de los caldeos el nombre "Shedu" llegó a los israelitas, por lo que los escritores de la Tanaj aplicaron la palabra como dialogismo a los dioses cananeos en los dos pasajes citados. Pero también hablaron de "el destructor" (Éxodo 12:23) como un demonio maligno, cuyo efecto sobre las casas de los israelitas había de ser rechazado por la sangre del sacrificio pascual rociada en el dintel de la puerta y la puerta posterior (un correspondiente talismán pagano se menciona en Isaías 57:6). En 2 Samuel 24:16 y 2 Crónicas 21:15 al demonio que esparce la pestilencia se le llama "El ángel exterminador" (comparar "el ángel del Señor" en 2 Reyes 19:35; Isaías 37:36), porque, a pesar de que son demonios, estos "mensajeros del mal" (Salmos 78:49 y A. V. "ángeles del mal") no siguen solo las órdenes de Dios, son los agentes de su ira divina.
Hay indicios de que la religión hebrea popular atribuye a los demonios de una cierta independencia, un carácter malvado propio, porque se cree que vienen no de la morada celestial de Dios, sino del mundo inferior.
Los demonios hebreos eran los hacedores de daño. A ellos se atribuyen las diversas enfermedades, sobre todo, como afectan el cerebro y las partes internas. Por lo tanto, existía el temor de "Shabriri" (literalmente, "el resplandor deslumbrante"), el demonio de la ceguera, que descansa sobre el agua descubierta en la noche y afecta a las personas con ceguera que beben de esa agua. También se mencionó el espíritu de la catalepsia y el espíritu del dolor de cabeza, el demonio de la epilepsia, y el espíritu de la pesadilla.
Estos demonios se supone que entran en el cuerpo y provocan la enfermedad, mientras abruman o se "apoderan" de la víctima (como si "incautaran" el cuerpo). Para curar dichas enfermedades era necesario sacar los demonios por ciertos encantamientos y rituales con talismanes, en los que sobresalían los esenios. Josefo, que menciona a los demonios como "espíritus de los malvados que entran en los hombres que están vivos y los matan", pero que pueden ser expulsados por cierta raíz, fue testigo de un ritual en presencia del emperador Vespasiano, y atribuye su origen al rey Salomón.

##### Biblia Hebrea

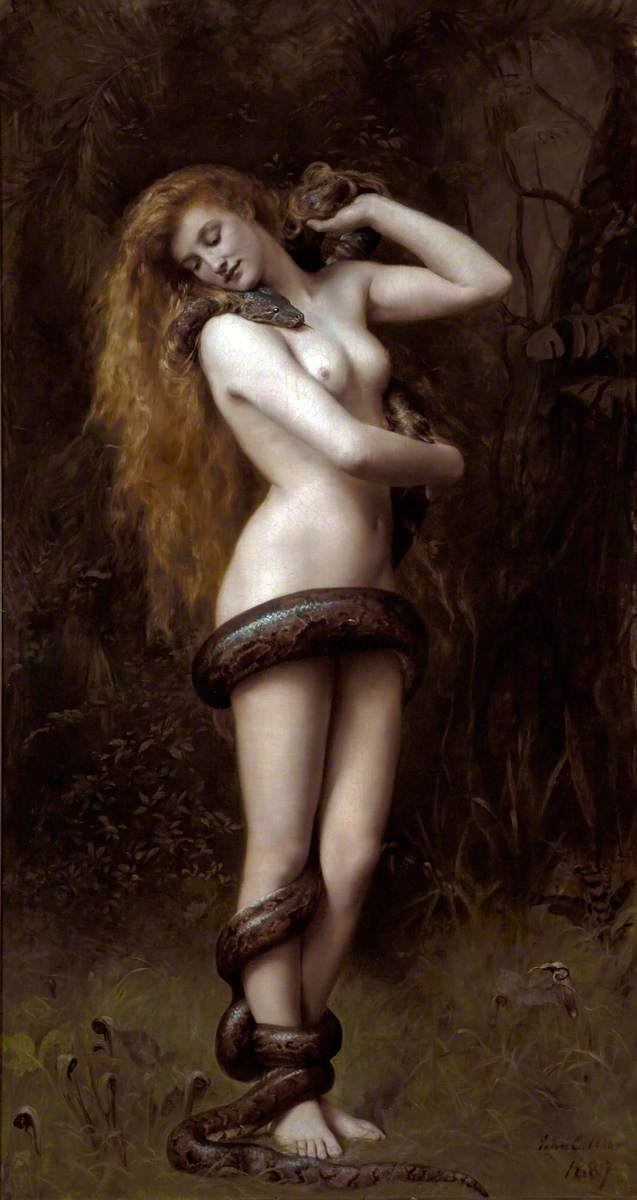
Lilith por John Collier (1892).

Los que están en la Biblia Hebrea son de dos clases: se'irim y shedim. Los se'irim ("seres peludos"), a los que algunos israelitas ofrecían sacrificios en los campos abiertos, son criaturas parecidas a los sátiros, se describen como danzantes en el desierto y que son idénticos a los genios, como por ejemplo: Dantalion, el 71.º espíritu de Salomón. (Sin embargo, compárese a los tradicionales y autóctonos "seres de los bosques" de la mitología europea).
Posiblemente, pertenezcan a la misma clase: el demonio Azazel, los demonios parecidos a cabras del desierto, el jefe de los se'irim, y Lilith. Es posible que "las gacelas y las ciervas del campo " (por lo que Sulamita conjura a las hijas de Jerusalén para traerle de vuelta a su amante) sean espíritus parecidos a los faunos y similares a los se'irim, aunque de carácter inofensivo.
El espíritu del mal que molestaba a Saúl (1 Samuel 16:14 et seq.) puede haber sido un demonio, aunque el Texto masorético nos dice que el espíritu fue enviado por Dios.
Algunos shedim benevolentes se usaron en ceremonias cabalísticas (como el famoso "gólem de Praga"), y los shedim maléficos (mazzikin, de la raíz que significa "daño") fueron a menudo acreditados con posesión. Del mismo modo, un "shed" podía habitar o deshabitar una estatua inanimada.

##### Judaísmo
Según algunas fuentes rabínicas, se creía que los demonios estaban bajo el dominio de un rey o jefe, ya sea Asmodai o —según el antiguo Haggadah— "Samael, el ángel de la muerte" (que "mata con su veneno mortal" y es llamado "jefe de los demonios"). Ocasionalmente algún demonio es llamado "Satanás".
La demonología nunca se convirtió en una característica esencial de la teología judía [cita requerida]. La realidad de los demonios nunca fue cuestionada por los talmudistas y rabinos posteriores, más bien se aceptaba su existencia como un hecho. Tampoco la mayoría de los pensadores medievales los tenían en duda. Solo los racionalistas como Maimónides y Abraham ibn Ezra, claramente negaban su existencia. Eventualmente, su punto de vista se convirtió en la comprensión judía dominante.
La demonología rabínica tiene tres clases de demonios, aunque apenas son separables una de otra. Allí estaban los shedim, los  mazziḳim ("dañadores"), y los  ruḥin ("espíritus"). Además de estos había: lilin ("espíritus de la noche"),  ṭelane ("sombra" o "espíritus de la tarde"),  ṭiharire ("espíritus del mediodía") y los  ẓafrire ("espíritus de la mañana"), así como los "demonios que traen hambre" y "que causan la tormentas y terremotos"(Targ. Yer a Deuteronomio 32:24 y Números 6:24. Targ. a Cantos 3:8, 4:6. Eclesiastés 2:5. Salmos 9:5,6.)

### Cristianismo

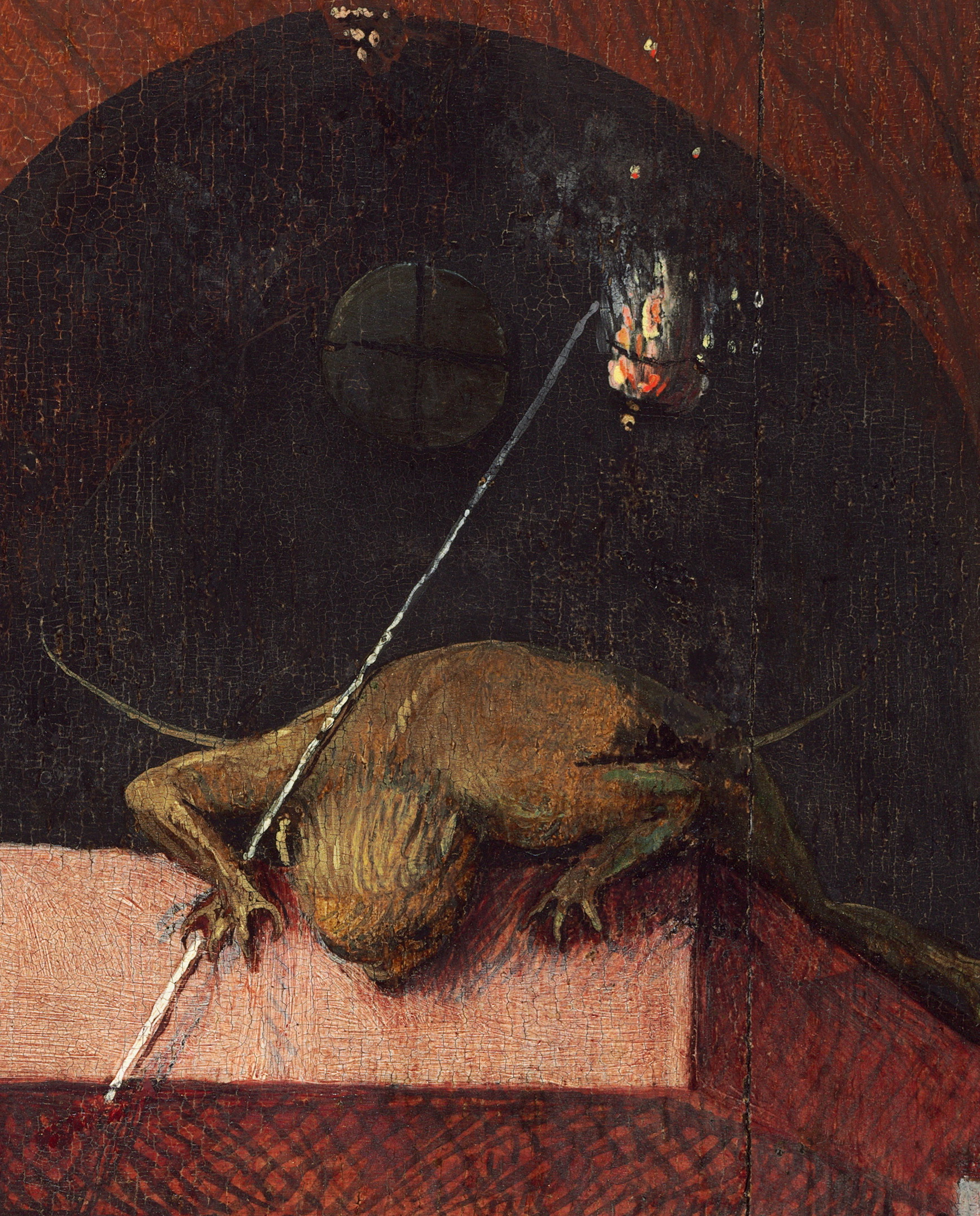
La muerte y la Miser (detalle), una pintura de El Bosco, Nacional de Arte, Washington DC.

"Demonio" tiene varios significados, todos ellos relacionados con la idea de un espíritu que habita un lugar, o que acompaña a una persona. Si bien un daemon era benéfico o malévolo, la palabra griega significa algo diferente de las nociones medievales posteriores de 'demonio', y los estudiosos debaten el momento en que judíos y cristianos cambiaron el sentido griego para obtener luego su sentido medieval. Algunas denominaciones afirmativas de la fe cristiana también incluyen —exclusivamente o no— a los ángeles caídos como demonios de facto. Esta definición también abarca a los Nephilim, los "hijos de Dios" (descritos en el Génesis) que abandonaron sus puestos en el Cielo para aparearse con mujeres en la Tierra, antes del diluvio.
En el Evangelio de Marcos, Jesús echa fuera muchos demonios, o espíritus malignos, de aquellos que estaban afligidos por diversas enfermedades. El poder de Jesús se demostró muy superior al que tenían los demonios sobre las personas que poseían, liberando eficazmente a las víctimas que estaban sujetos a ellos, echándolos fuera y prohibiéndoles regresar. Jesús también le dio este poder a algunos de sus discípulos, los cuales se alegraron de su nueva habilidad. Los demonios eran expulsados mediante la fe y por la pronunciación de su nombre, de acuerdo con Mateo 07:22. Algunos grupos más fundamentalistas insisten, para este efecto, en el uso de la pronunciación de la forma original del nombre de Jesús, es decir Yahshua / Josué, que significa "Yahvé es salvación".
Por el contrario, en el libro de los Hechos de los Apóstoles(cap. 19), un grupo de exorcistas judíos, conocidos como los hijos de Esceva, tratan de echar fuera de una persona poseída a un espíritu muy poderoso sin creer o conocer a Jesús, aunque usando su nombre a modo de sortilegio mágico, lo que trae consecuencias desastrosas(el endemoniado los ataca y los vence). Sin embargo, Jesús nunca se dejó vencer por un demonio, no importa cuán poderoso fuera (ver el relato del endemoniado a Gerasim), e incluso derrotó a Satanás en el desierto cuando este intentó tentarlo (ver Evangelio de Mateo).
Hay una descripción en el libro de Apocalipsis 12:7-17 de una batalla entre el ejército de Dios y los seguidores de Satanás, y su posterior expulsión del Cielo a la Tierra, los cuales vagan por su superficie haciendo la guerra a los seres humanos, en especial a los creyentes en Cristo. En Lucas 10:18 se menciona nuevamente el poder otorgado por Jesús a sus discípulos para expulsar demonios; Jesús declara en este texto que ve a Satanás "caer como un relámpago del cielo."

A principios del siglo V, Apuleyo, de Agustín de Hipona, es ambiguo en cuanto a si los demonios se habían "demonizado". También declara que los bendecidos se llaman en griego eudaimones, porque son almas buenas; es decir, demonios buenos, confirmando su opinión de que las almas de los hombres son demonios.
La Iglesia católica enseña que los ángeles y los demonios son seres reales y personales, de carácter absolutamente espiritual, no solo representaciones simbólicas de fuerzas naturales o tendencias psíquicas humanas. La Iglesia dispone de un grupo de exorcistas con aprobación oficial que realizan exorcismos, muchos cada año. Los exorcistas de la Iglesia católica enseñan que los demonios atacan a los seres humanos de forma continua, pero que las personas afectadas pueden ser efectivamente curadas y protegidas por el rito formal de exorcismo. Estos ritos, para ser realizados, deben ser autorizados únicamente por un obispo y ejecutados por las personas que ellos designen.
Sobre la base de las pocas referencias a los demonios en el Nuevo Testamento, especialmente en la poesía visionaria del Apocalipsis de Juan, los escritores cristianos apócrifos, del siglo II en adelante, crearon un tapiz más complejo de creencias acerca de los demonios, que fue en gran medida independiente de las escrituras cristianas oficiales.
En varios momentos de la historia cristiana se han hecho intentos para clasificar a estos seres de acuerdo con diversas jerarquías demoníacas propuestas.
De acuerdo a la demonología cristiana los demonios fueron castigados eternamente, pues nunca se reconciliarán con Dios. Otras teorías postulan una reconciliación universal, en la que Satanás, los ángeles caídos, y las almas de los muertos que están condenados al infierno, se reconciliarán finalmente con Dios; esta doctrina es asociada a menudo con las creencias de la Iglesia de la Unificación. En el pasado, Orígenes, Jerónimo y Gregorio de Nisa también mencionaron esta posibilidad.
En el cristianismo contemporáneo los demonios son, generalmente, considerados como los ángeles que cayeron de la gracia al rebelarse contra Dios. Sin embargo, otras escuelas de pensamiento en el cristianismo o en el judaísmo enseñan que los demonios o espíritus malignos son el resultado de las relaciones sexuales entre ángeles caídos y mujeres. Cuando estos híbridos (Nephilim) murieron, dejaron sus espíritus desencarnados "vagar por la tierra en busca de descanso" (Lucas 11:24). Muchos textos históricos no canónicos describen en detalle esto último y sus consecuencias. Esta creencia se repite en otras grandes religiones y mitologías antiguas. Los cristianos que rechazan este punto de vista atribuyen la descripción narrada en Génesis 6 acerca de los "Hijos de Dios" como correspondiente a los hijos de Seth (uno de los hijos de Adán) que se habrían juntado con los "hijas de los hombres"(tal vez las descendientes de Caín).
Hay algunos que dicen que el pecado de los ángeles fue el orgullo y la desobediencia frente a alguna prueba suprema que Dios les puso y que no pudieron pasar (algunos teólogos han propuesto la adoración a Jesús-hombre en visión, una criatura que ellos consideraron inferior), pecados que causaron la caída de Satanás (Ezequiel 28) y sus seguidores. Si este es el punto de vista verdadero, entonces hay que entender las palabras "bienes" o "principado" en San Judas 6 ("Y a los ángeles que no guardaron su principado, sino que abandonaron su propia morada, los ha encadenado en prisiones eternas, bajo tinieblas, para el juicio del gran día.") como una indicación de que, en lugar de estar satisfechos los demonios con la dignidad que Dios les asignó, aspiraban a escalar más alto que el propio Hijo de Dios, actitud que habría provocado su caída irrevocable.

#### Tríada demoníaca
Algunos autores hermenéuticos[cita requerida] relacionados con el cristianismo han creado una simetría entre la Trinidad católica (Dios Padre, Dios Hijo y Dios Espíritu Santo), y una tríada supuestamente opuesta, Lucifer, Anticristo y Falso profeta.
Esos autores consideran que la Trinidad posee un proceso comunicativo intradivino que se inicia en el Padre creador, sigue en el Hijo salvador, y termina en el Espíritu Santo iluminador. Esas cualidades estarían reflejadas en la tríada inversa: primero Lucifer destructor, después el Diablo pervertidor (que supuestamente sería el Anticristo), y finalmente Satán oscurecedor.[cita requerida]

### Arabia preislámica
La mitología preislámica no diferencia entre dioses y demonios. Los genios (o "djinn") son considerados como divinidades de rango inferior con muchos atributos humanos: comen, beben y procrean, a veces también con seres humanos. Los genios huelen y lamen cosas, y tienen gusto por los restos de comida. Para comer usan la mano izquierda. Por lo general, rondan ruinas, desiertos y lugares abandonados, sobre todo en los matorrales, donde transcurren las bestias salvajes. Los cementerios y lugares sucios son sus moradas favoritas. Cuando se aparecen al hombre, los genios a veces asumen las formas de los animales y -ocasionalmente- de hombres.
En general, los genios son pacíficos y bien dispuestos para con los hombres. Más de un poeta preislámico se cree que ha sido inspirado por un buen djinn. Pero también hay genios malignos, que se las idean para herir a los hombres.

### Islam

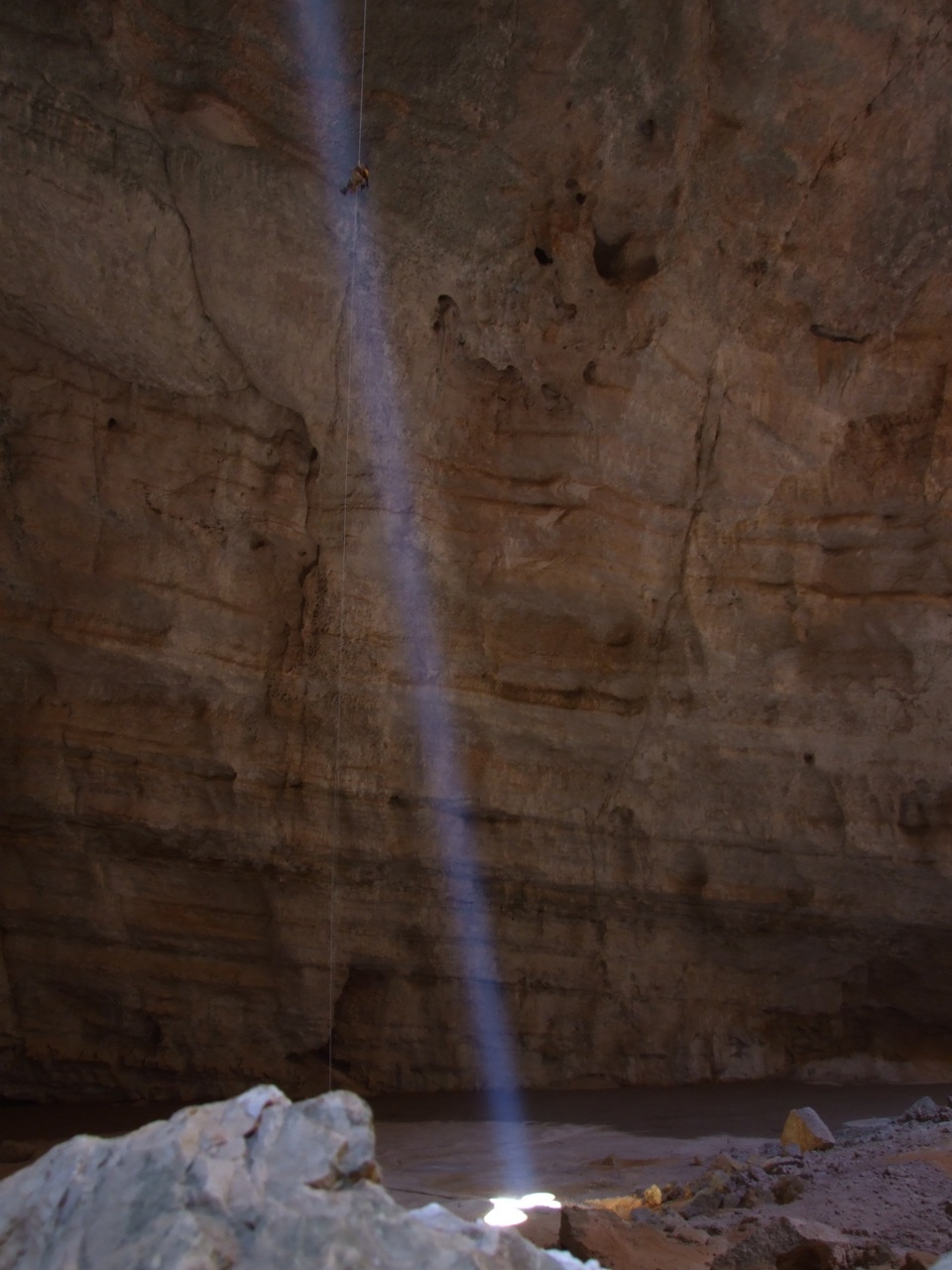
El Majlis al Jinn cueva en Omán, literalmente, "lugar de encuentro de los genios".

El islam reconoce la existencia de los genios (yinn), que son seres con libre albedrío, que pueden coexistir con los humanos. No todos son malos como los demonios descritos en el cristianismo. En el islam, a los genios del mal se les conoce como a los shaiatín, o demonios, e Iblis (Satanás) es su jefe. Iblis fue el primer yinn que desobedeció a Dios . Según el islam, los genios se hicieron a partir del fuego (mientras que los ángeles se hicieron con luz y a la humanidad se la hizo con arcilla).
Según el Corán, cuando Dios creó a Adán con arcilla, se les ordenó a todos los ángeles y a Iblis a inclinarse ante Adán, ya que los humanos eran superiores a cualquier otra creación de Dios. Iblis, celoso, afirmó que no eran los humanos las creaciones superiores sino los genios, ya que estos eran de fuego y los seres humanos de arcilla y desobedeció a Dios.
Adán fue el primer profeta y diputado de la raza humana, y como tal fue la mayor creación de Dios. Iblis no podía soportar esto, y se negó a reconocer a una criatura hecha de "barro" (el hombre). Dios, por lo tanto, condenó a Iblis a arder en el infierno. Iblis pidió tregua hasta el día del juicio final, día en el prometió destruir a la humanidad y negar la existencia de su creador. Allah respondió diciendo que Iblis solo sería capaz de engañar a los creyentes deshonestos y advirtió que Iblis y todo aquel que le siguiera sería castigado en el infierno.
Adán y Eva (Hawwa en árabe) fueron los dos juntos engañados por Iblis en comer del fruto prohibido, y por lo tanto cayó el jardín del Edén (alegórica) en un estado de degeneración.
Los genios no son los "genios" de la tradición moderna. La palabra "genio" viene del francés "genio" de genio [cita requerida] en la traducción del texto en árabe y solo suena por casualidad, como el genio árabe. Esto no es sorprendente teniendo en cuenta la historia de `Ala 'al-Din, (anglicismo como Aladdin), pasa a través de los comerciantes árabes en el camino a Europa.

### Hinduismo
La mitología hinduista incluye numerosas variedades de espíritus que se clasifican como demonios, incluyendo vetalas, yakshas, bhutas y pishachas. A menudo los rakshasas y los asuras se entienden como demonios.

#### Asura

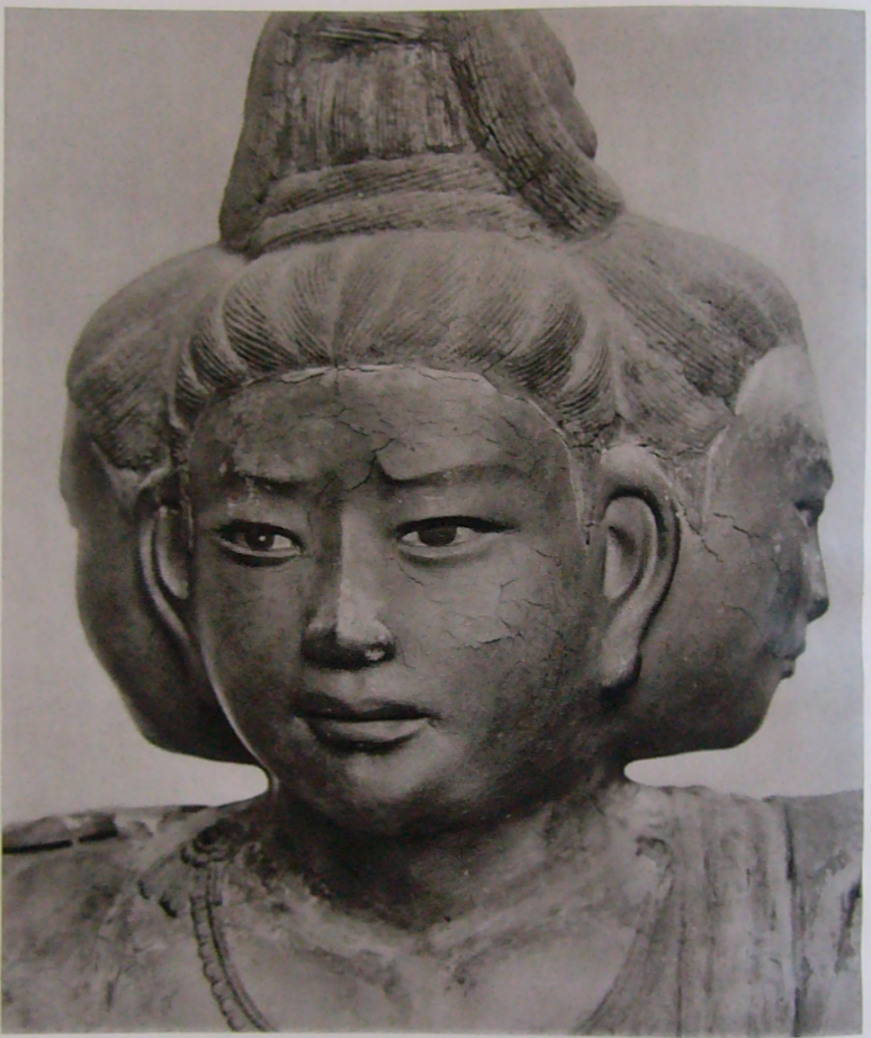
Asura en Kōfuku-ji, Nara, 734, (Japón).

En la religión hinduista existe el concepto de "asura" para designar aquellos entes que la tradición occidental identifica como demonios. Originalmente, el término asura, en los primeros himnos del Rig-veda (el texto más antiguo de la India, de mediados del II milenio a. C.), significa cualquier espíritu sobrenatural, tanto bueno como malo. Debido al hecho que la rama índica del indoeuropeo está emparentada con las lenguas iranias, la palabra asura, que representa una categoría de seres celestiales, se convirtió en la palabra Ahura (Mazda), el dios supremo de los zoroastrianos monoteístas. El antiguo hinduismo afirma que los llamados "devas"(espíritus del bien) y los asuras son medio-hermanos, hijos del mismo padre, Kasiapa, pero algunos de los devas, como Varuna, de igual forma se les llama Asuras. En una evolución posterior de la religión hinduista el término asura llegó a significar exclusivamente a seres de una raza antropomorfa, poderosos y posiblemente malignos. Sin embargo, todas las palabras, tales como asura (no  sura), daitia (literalmente, hijos de la madre Diti), Rakshasa (literalmente, ‘que no protege’) son incorrectamente traducidas al Inglés como "demons" (demonios).
los Asuras, aceptan y adoran a los dioses, en especial al triunvirato Hindú, algunos de los rakshasas como Ravana y Mahabali son muy buenos ejemplos. A menudo, la contienda entre "asuras" y "devas" es simplemente una cuestión de política: los devas son los encargados del ordenado de los reinos de poder (y la inmortalidad) que los titanes y dioses les otorgan (y además de eso siempre se esfuerzan por alcanzar a los dos). los Asuras suelen alcanzar o mejorar sus poderes sobrenaturales a través de la penitencia a los dioses y de hacer la guerra a los devas con competencias. A diferencia de la noción cristiana de los demonios, los asuras no son la causa de la maldad y la infelicidad de la humanidad (la infelicidad de los seres humanos, según el hinduismo es por nuestras propias acciones (Karma) y / o debido a la ignorancia continuada de Brahman, la realidad no cambia. los Asuras, en su caso, son engranajes de la rueda del Karma), no están fundamentalmente en contra de los dioses, ni intentan hacer caer en tentación a los seres humanos. De hecho, los asuras, al igual que los devas, adoran a los dioses del hinduismo: a menudo se dice que muchos Asuras han recibido favores de alguno de los miembros de la trinidad Hindú, es decir, Brahma, Vishnu y Shiva, cuando estos ya han cumplido su penitencia. Esto es muy diferente de las nociones tradicionales occidentales donde a los demonios se les ve como un ejército rival de Dios.
En las Escrituras Hindú, Los "Asura" Piadosos y más Iluminados, como Prahlada y Vibhishana no son raros. Prahlada, incluso dice que la iluminación está asegurada a todo su linaje (de asuras). Todos los asuras, a diferencia de los devas, se dice que han nacido de los mortales (aunque estos cada vez se esfuerzan más, para llegar a ser inmortales). Mucha gente interpreta metafóricamente a los "Asura" como dispositivos simbólicos o como manifestaciones de las infames pasiones en la mente humana. También hubo casos de Asuras hambrientos de poder que desafiaron varios aspectos de los Dioses, pero al final, eventualmente fueron derrotados y empezaron a buscar el perdón. (Véase Surapadman y Narakasura).

#### El karma y los espíritus malignos
El hinduismo defiende la teoría de la reencarnación y la transmigración de las almas de acuerdo a su Karma. Las almas de los muertos se adjudican por el Yama y se otorgan diversos castigos como purga antes de volver a nacer. Los seres humanos que han cometido errores extraordinarios están condenados a vagar por el mundo tan solo como espíritus, a menudo malignos, por un período de tiempo determinado antes de volver a nacer. Muchos tipos de tales espíritus (vetalas, pishachas, bhutas) se pueden reconocer, a partir de los textos hindúes, y en un sentido limitado, como verdaderos demonios.

### Bahaísmo
En la fe bahaí, nacida en Persia, no se considera a los demonios independientes de los malos espíritus que se encuentran en algunas religiones. Todos los espíritus malignos que se describen en las diferentes tradiciones religiosas (como Satanás, los ángeles caídos, los demonios y los genios) son metáforas con base a los rasgos de carácter que un ser humano puede adquirir y que se manifiestan cuando se aleja de Dios y sigue su naturaleza inferior. La creencia en la existencia de fantasmas y espíritus terrestres se rechaza y se considera producto de la superstición.

## Historia
La idea del demonio en la cultura occidental ha variado con las corrientes religiosas y filosóficas de cada época:

### Antigüedad
La concepción más extendida en Occidente es la judeocristiana, según la cual los demonios son espíritus del mal con la potestad de poseer a los seres humanos. El apologista del siglo III Orígenes señala, además, que son los malos espíritus «los que producen las pestes y las malas cosechas, tormentas y calamidades semejantes». Para el cristianismo, en particular, los demonios son espíritus inmundos, esbirros de Satanás (príncipe de este mundo y enemigo declarado de Dios y sus ángeles, cuya morada es el regnum caelorum —‘reino de los cielos’—). Se identifica a Satanás como el Ángel caído, que se rebeló contra Dios.
No obstante, en un sentido general y apartándose de la cosmovisión judeocristiana, para otras culturas los demonios no son necesariamente considerados seres malvados. Los griegos, por ejemplo, dividían a los demonios entre buenos y malignos: agatho démones y caco démones (κακοδαίμονες), respectivamente. Se tienen registros en libros de que los griegos y los romanos solían creer en un demonio (entre otros) llamado Sharock, el cual se identificaba con una X que plasmaba en objetos (hoy en día, personas dicen ser testigos de encontrar objetos poseídos con esta marca). Mientras que los agatodémones se asemejan a la noción judaica de ángel protector, los cacodémones, por su parte, no serían otros que los ángeles caídos a los que se refiere la tradición judeocristiana. Tal es el caso de Lucifer, príncipe de los demonios, que el cristianismo identifica con Satanás.

### Edad Media
En la edad media

### El Renacimiento
Aunque no existe un canon sobre la demonología del Renacimiento, el interés en la cultura clásica greco-romana, filosofía, ciencia y la mitología griega y romana, crearon un campo para experimentar con -lo que se suponía eran- prácticas religiosas precristianas. Más notablemente encontrándose en la cultura popular como "La leyenda de Fausto".

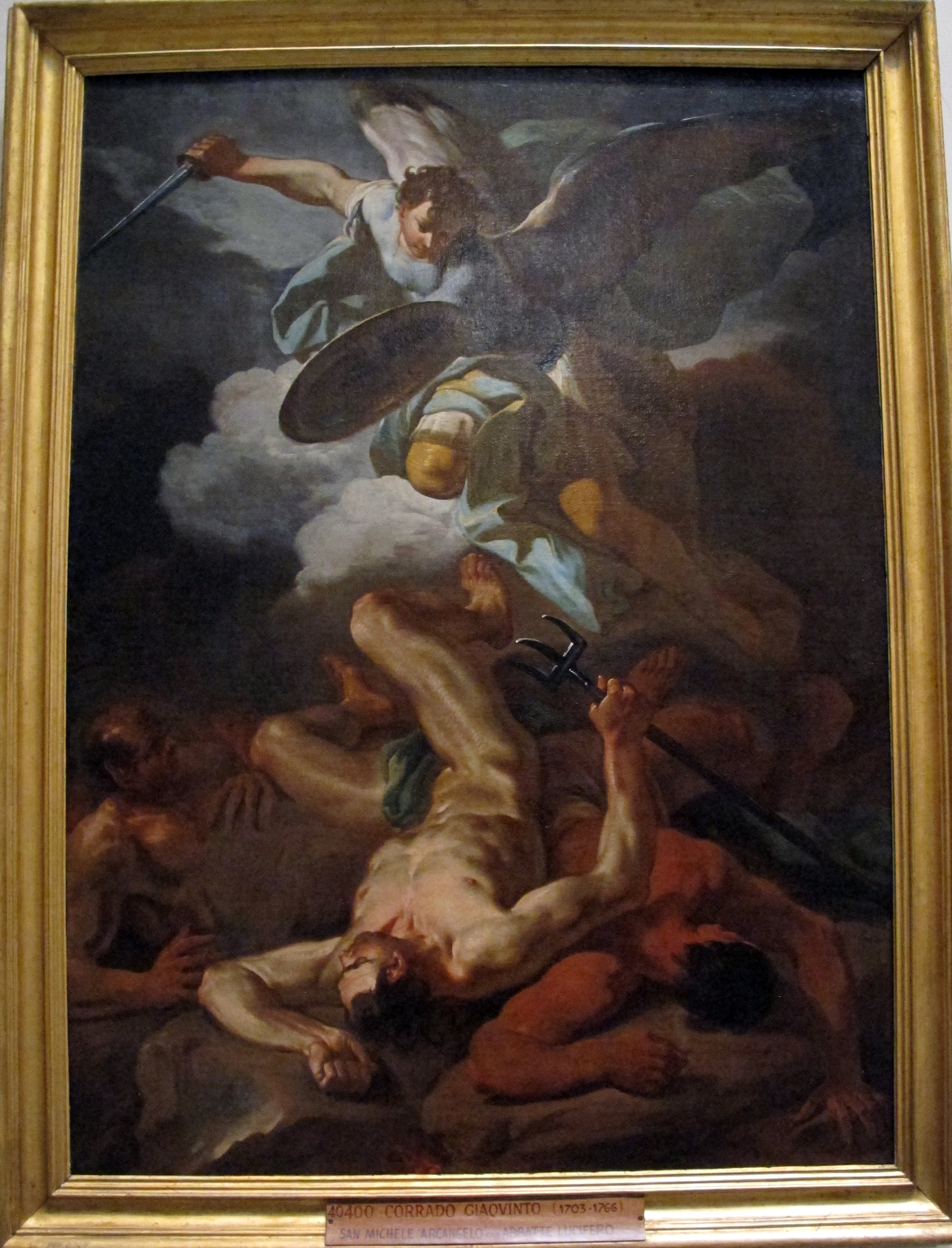
La victoria de San Miguel Arcángel sobre el Demonio.

### Edades Moderna y Contemporánea
En los siglos XVI y XVII, Europa conoció un verdadero maremoto diabólico. El imaginario occidental sobre el demonio, que ahora tenía en el Diablo del cristianismo su máximo representante, experimentó un verdadero "boom" durante los inicios de la era moderna. Para entonces, después de terminada la Edad Media, algo había cambiado en las sociedades del Viejo Mundo. Angustiadas por fenómenos inauditos como el descubrimiento de nuevas tierras o el impacto espiritual y social que significó el periodo de la Reforma, las sociedades europeas buscaban un sentido para explicar la existencia humana y los peligros espantosos que la asechaban, entonces Occidente construía su identidad colectiva.
Que el Diablo, al igual que Dios estaba en todas partes era algo que había dominado el imaginario europeo durante casi toda la Edad Media, pero lo que supuso una auténtica innovación a partir de finales del siglo XV fue la creciente convicción de la existencia de una determinada categoría de seres no completamente humanos, cuyo poder maléfico superaba cualquier expectativa: nos referimos por supuesto a las brujas. Estas, pese a su apariencia inofensiva, constituían auténticos enemigos o traidores ocultos dentro de la sociedad.
Las brujas, según los teólogos, poseían determinadas capacidades sobrehumanas, entre las que destacaba el hecho de poder volar a través de los aires. El motivo del vuelo, símbolo de elevación espiritual y libertad de acción, era común a todo tipo de divinidades y representaba la abolición de cualquier frontera o condicionamiento que impidiera trascender la limitada naturaleza humana. Pero junto a dicho rasgo ascendente, las brujas se caracterizaban también por una estrecha conexión con el mundo animal.
La triple naturaleza (humana, animal y sobrenatural) atribuida a las brujas las convertía en seres híbridos cuya sola existencia desafiaba las fronteras de la civilización, representando un constante impedimento para todo intento racional de definir dónde empezaba y dónde acababa lo estrictamente humano.
La dicotomía entre la bondad humana y la perversión animal era tan solo producto de la cultura élite occidental, una cultura cristiana, mayoritariamente clerical, cuyos fundamentos se habían reforzado considerablemente tras el periodo de las Reformas religiosas que tuvieron lugar a lo largo del siglo XVI.
El acercamiento del demonio hacia el hombre, reflejado en la interiorización del pecado, hizo mucho más significativa la idealización de la bruja, y les dio armas a los teólogos para combatir a estos seres demoníacos en una cacería que sería vista como una verdadera defensa de la civilización cristiana europea.

### El miedo a sí mismo
Para la gran mayoría de europeos, después de las confrontaciones religiosas y con las doctrinas luteranas y calvinistas formando parte de la cultura colectiva, Dios devino en un príncipe cercano pero invisible, terrible y vengador, que se aproximaba al hombre para imponerle con más fuerza su ley inflexible. Pero esto significaba al mismo tiempo que el Demonio estaba también más cerca, más presente, más maléfico porque actuaba con autorización divina para castigar los pecados o para tentar al hombre a provocarlos.

Desde mediados del siglo XVI se inicia una época de gran inquietud en un mundo considerado calamitoso, bajo el ojo severo de Dios. Tanto los católicos como los protestantes creen ver un abismo infernal que se abre bajo sus pies, y al Demonio que aprovechaba cada ocasión para invadir su ser. Este mecanismo de culpabilización de la persona conduciría a una búsqueda desenfrenada de pruebas de que el Creador no había abandonado a los hombres. La expansión, en una Europa fragmentada, de una audiencia esencialmente compuesta por ciudadanos de las clases acomodadas se traducía en el surgimiento de una concepción cultural unificada en torno a la figura emblemática de Satanás.
En términos históricos, el peso de la culpabilidad personal aumentó considerablemente para los cristianos más conscientes... Al seguir su huella en la representación imaginaria, es posible ver afirmarse un mito mucho más amplio que la forma religiosa y moral que lo promovió: el de la responsabilidad total del individuo. La imagen de un Dios terrible, interesado en cada acción del ser humano, tenía como contrapunto a un demonio de un extraordinario poder que seguía paso a paso su prueba. Este Mecanismo de personalización y de interiorización del pecado fue el fundamento mismo de la modernización de Occidente.
Durante este periodo, la literatura acerca del Demonio, particularmente en Francia y Alemania, tanto en las gacetillas, folletines, como en las novelas, representaciones teatrales, estuvo enmarcada dentro de un contexto de culpabilidad individual del pecado, y en este sentido, la gran mayoría de los discursos, tanto escritos como pictóricos, mostraban al Demonio, igual que a Dios, muy cercano al hombre, con capacidad para incidir en la actitud humana y sojuzgar los pecados de los hombres con autorización del Creador.
El Demonio entonces aparecía como protagonista de gran parte de las historias en las que la psicología humana se veía obligada a hacerse cargo de sí misma. Pero, con la creciente explotación de su figura en tantas historias y representaciones, la figura del demonio infernal, gesticulante y terrible, con el paso de los años se fue desvaneciendo, y dio paso a historias en las que aparecía no ya como un príncipe maligno, sino tan sólo como un personaje risible, del que el hombre y su astucia podían burlarse con facilidad y que constantemente podía quedar ridiculizado.
No obstante, a pesar de que el ocaso del demonio temible no desapareció tan pronto, habría finalmente de perder su soberbia. Para los miembros de la alta sociedad que disfrutaban de la alegría de vivir en el siglo de los filósofos, el Demonio llegó a ser cada vez menos necesario como una referencia fundamental al pecado. Lo fantástico surgió entonces de la diferencia creciente entre la creencia demoníaca heredada del pasado trágico y la realidad hedonista, indiferente o atea del siglo de la Ilustración. ¡En lo sucesivo, el pobre demonio vería palidecer su sol negro!

### El crepúsculo del Demonio
A pesar de la decadencia antes señalada, la representación imaginaria de Occidente no se libró bruscamente del Diablo, aun cuando en ese momento se podía observar una tregua intelectual entre los racionalistas y los pensadores tradicionales. En realidad, el Demonio perdió lenta e insensiblemente su soberbia en una Europa que atravesaba por una mutación profunda. El fin de las graves crisis religiosas, el surgimiento de los Estados nacionales en pugna, el progreso de la ciencia y poco después el flujo de las nuevas ideas que darían lugar a la Ilustración componen la trama de esa mutación europea que comenzaba por alejarse de las nociones de temor a un demonio aterrador y a un infierno espantoso. Desde la época de Descartes hasta los inicios del Romanticismo, Occidente conoció diversas figuras del Diablo, entonces se terminaba un ciclo que había visto reinar al Demonio de una manera indiscutible sobre los espíritus de todos. Pero de cualquier modo, el "escepticismo" no era de ninguna manera capaz de levantar una barrera contra la fobia demoníaca que se desencadenó entre 1580 y las décadas de 1630-1640. Menos aun cuando los pensadores de esa época no poseían el sentido de lo imposible. El mundo era entonces un universo fundamentalmente encantado, enteramente poblado por una divinidad omnipresente que tenía bajo su tutela al Demonio, pero, no obstante, le permitía actuar dentro de límites estrictos sobre los seres humanos imperfectos y pecadores.
Para finales del siglo XVII y principios del XVIII, hubo una fragmentación en la representación del imaginario demoníaco, y entonces se experimentó una "revolución mental" que estuvo fundamentada por los títulos de las obras publicadas en la época, cuyos autores comenzaban a cuestionar la omnipotencia de Satanás. Sin embargo, el verdadero motivo de la declinación de la creencia del Diablo no solo se vincula a la acción de los audaces precursores, sino más profundamente a una transformación radical de la relación entre la religión y el resto de los fenómenos que influyen sobre la existencia humana. Cuando Descartes comenzó a estudiar la Metafísica para probar la existencia de Dios mediante la idea de la perfección, el Demonio entonces abandonó la esfera puramente teológica para entrar en el ámbito de la filosofía y de la literatura; en este momento el Demonio perdió su realismo. Sería Spinoza quien, explícitamente, negase la posibilidad de existencia de los demonios. El filósofo holandés consideraba a dichas entidades como ficciones, inventadas por el hombre para tratar de explicar las causas de las pasiones negativas (odio, envidia, ira...) y los males.
A partir del último tercio del siglo XVII, cada uno ve al Diablo a su manera, bajo la forma que más le conviene. Desde luego, Satanás no ha perdido la partida a los ojos de todos, pues un gran heredero de los demonólogos continúa afirmando su omnipresencia angustiosa en este mundo y polemiza con sus adversarios, cada vez más numerosos. Sin embargo, abandona el terreno de las prácticas sociales para refugiarse en los símbolos y mitos.

## El Demonio en el arte

### El Demonio en las artes escenográficas (teatro, cine, televisión)
En el cine basado en hechos reales, el demonio ha tenido su expresión fílmica más impactante en la película El Exorcista, así como sus secuelas y precuelas posteriores. El Exorcista(1973) del director William Friedkin, con la actuación de Linda Blair y Max von Sydow, se ha convertido con el tiempo en una película de culto debido a su fuerte temática y sigue provocando auténtico terror: la posesión demoníaca sobre personas inocentes. Otro film, en la misma línea que la anterior, es El exorcismo de Emily Rose una joven alemana poseída fallecida por desnutrición y deshidratación a causa de que un demonio le impidió comer y beber durante meses fue sometida a varios exorcismos y "El rito", basada en hechos reales de un exorcismo realizado en la ciudad del vaticano.
En términos de humor negro la figura del Demonio ha sido explotada en cintas como The Devil's Advocate (traducida en Hispanoamérica como "El abogado del Diablo" y en España como "Pactar con el Diablo"), dirigida por Taylor Hackford (1997), con la notable actuación de Al Pacino, interpretando a Satanás bajo la forma de un poderoso traficante de armas y dueño de un bufete de abogados encargado de defender a sus acólitos de los crímenes que cometen; y en el filme Constantine (2005), dirigida por Francis Lawrence, con la actuación de Keanu Reeves, interpretando a un cazador de demonios profesional.
En términos apocalípticos la acción y la figura del Demonio han sido representadas en cintas como La profecía (1976), dirigida por Richard Donner, basada en las profecías bíblicas acerca del Anticristo y su lucha por instaurar su "reino" en la Tierra; y en la cinta de acción End of Days (1999), una película dirigida por Peter Hyams y protagonizada por Arnold Schwarzenegger como un depresivo policía que debe enfrentar los planes de Satanás por desatar el apocalipsis.
En términos de comedia ha sido representado en la cinta Al Diablo con el Diablo (2000), dirigida por Harold Ramis, en donde el Demonio asume una forma femenina interpretada por Elizabeth Hurley.
En la serie norteamericana Charmed, los demonios son los enemigos contra los que las hermanas tienen que lidiar en cada capítulo. Hay diferentes razas de demonios, unos más poderosos que otros, siendo La Fuente de todo Mal uno de los demonios más notables de todo el Inframundo.
Los demonios se mencionan de forma recurrente en la serie de televisión Supernatural.

### El Demonio en la historieta
En la historieta los demonios ha tenido innumerables expresiones; la mayoría de las editoriales exhiben algún personaje demoníaco, como el caso Etrigan el Demonio, que es un superhéroe del universo de DC Comics, creado por Jack Kirby. Etrigan es un demonio del infierno que a menudo se alía con las fuerzas del bien.
En Latinoamérica el Demonio ha tenido su expresión en la historieta llamada El Siniestro doctor Mortis, publicada en Chile a partir de 1966 por espacio de unos diez años y con impacto en los países vecinos; narra las andanzas de un demonio encarnado-probablemente Satanás-cuyo objetivo es sojuzgar a la humanidad y establecer una especie de reino de los muertos.

### El Demonio en la literatura
El Demonio, identificado con la figura de Satanás, es el protagonista del poema épico del escritor inglés del siglo XVII John Milton, El Paraíso perdido. Posteriormente, a comienzos del siglo XIX, el demonio -Mefistófeles- es coprotagonista de la obra trágica Fausto de Johann Wolfgang von Goethe.